# Кабот, Себастьян
Себастьян Кабот (англ. Sebastian Cabot, итал. Sebastiano Caboto — Себастьяно Кабо́то; ок. 1476, Венеция, Венецианская республика — 1557, Лондон, Королевство Англия) — итальянский мореплаватель, путешественник, первооткрыватель.
Место рождения — Венеция. Сопровождал своего отца Джона Кабота во время второго путешествия в Америку (1498).

## Жизненный путь
- 1498 г. — вместе со своим отцом Джоном Каботом участвует в полярной экспедиции к Ньюфаундленду по поиску Северо-Западного морского прохода в Восточную Азию.
- 1509 г. — вновь пытается отыскать Северо-Западный проход. Возможно, находит проход в Гудзонов залив.
- 1512 г. — составляет карту областей Гасконь и Гиень для английского короля Генриха VIII.
- 1512—1516 гг. — состоит картографом на службе у Фердинанда II, короля Кастилии, Арагона, Сицилии и Неаполя.
- 1519—1526 и 1533—1544 гг. — занимает пост главного штурмана флота Священной Римской империи.
- 1526—1530 гг. — возглавляет венецианскую экспедицию, отправившуюся из Севильи в Южную Америку на поиски «сказочных богатств Офира и Катая».
- 1551 г. — участвует в основании «Московской торговой компании», образованной для отыскания Северо-Восточного пути в Китай и Индию.
- 1554 г. — указом королевы Марии Тюдор назначен первым говернором «Московской компании»[1].

## Венецианская экспедиция
Стремясь отыскать пролив в Тихий океан, достиг залива Ла-Плата, где встретил участников экспедиции Хуана де Солиса. В поисках сокровищ поднялся вверх по реке Уругвай, доплыл по реке Парана до порогов у Апипе, основал форт Санкти-Спириту и спустился по реке Парагвай до реки Бермехо.
В 1530 году возвратился в Севилью, откуда был выслан на три года в Оран, испанское владение на средиземноморском побережье Алжира. В 1544 году Кабот опубликовал карту мира. После восшествия на престол короля Эдуарда VI в 1547 году Кабот переселился в Англию, где ему была пожалована пенсия.

## Московская компания
В 1551 году в Лондоне основал, вместе со своими единомышленниками, а затем и возглавил Московскую торговую компанию, которая в 1553—1556 годах снаряжала экспедиции для поиска Северо-восточного морского пути в страны Восточной Азии, установив вместо этого торговые и дипломатические отношения с Московским государством.